# Eduardo Galvão

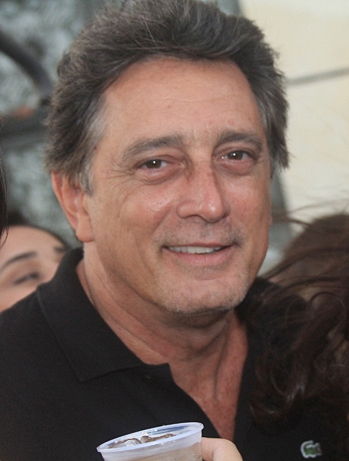
Der brasilianische Film-, Fernseh- und Theaterschauspieler Eduardo Galvão

Eduardo Sousa Galvão (* 19. April 1962 in Rio de Janeiro, Brasilien; † 7. Dezember 2020 ebendort) war ein brasilianischer Schauspieler.

## Leben
Galvão spielte hauptsächlich in Serien, drehte aber auch Spielfilme und spielte Theater. Von ihm sind die Teilnahmen in mehr als 35 Serien, Miniserien und Soapoperas, in 12 Spielfilmen und dutzenden Theaterstücken bekannt. 2019 war er zuletzt im Fernsehen zu sehen.
2021 erschien ein Spielfilm, in dem er noch vor seinem Tod mitspielte, der aber erst 2021 fertig und veröffentlicht wurde, also posthum. 
Eduardo Galvão war verheiratet und Vater einer Tochter.
Er starb am 7. Dezember 2020 im Alter von 58 Jahren an den Folgen einer COVID-19-Erkrankung in Rio de Janeiro. Zahlreiche brasilianische Fernsehprominente äußerten sich zu seinem Tod.

## Filmografie (Auswahl)
- 1989: O Salvador de Patria, Serie
- 1999: Tirantes, Spielfilm
- 2001: Porto dos Milagres, Serie
- 2007: Amazônia: De Galvez a Chico Mendes, TV-Miniserie
- 2017/2018: Apocalipse, Serie